# 苏丹
蘇丹共和國（阿拉伯語：جمهورية السودان；），通稱蘇丹（阿拉伯語：السودان，羅馬化：Sūdān，/suːˈdɑːn/或/suːˈdæn/），南蘇丹獨立後亦被稱為北蘇丹，是位於東北非的國家，東接厄立特里亞和埃塞俄比亞，南鄰南蘇丹，西連乍得和中非共和國，北毗埃及和利比亞，東北瀕臨紅海。根據2024年估計，蘇丹人口約5,000萬，國土面積1,886,068平方公里，為非洲面積第三大國，首都及最大城市為喀土穆。
蘇丹地區擁有悠久的歷史，可追溯至舊石器時代的科爾穆桑文化（約公元前40,000–16,000年）和哈爾法文化（約公元前20,500–17,000年）。公元前2500年左右，庫施王國在此興起，後來被新王國時期的埃及征服。公元前785年，庫施王國重新獨立，並統治該地區近千年。公元4世紀，努比亞地區形成基督教王國諾巴提亞、馬庫里亞和阿勒底亚。14至15世紀，阿拉伯遊牧民族逐漸遷入，伊斯蘭化和阿拉伯化進程加速。16世紀至19世紀，蘇丹地區分別由丰吉苏丹国、達爾富爾蘇丹國和鄂圖曼帝國控制。
19世紀，穆罕默德·阿里王朝統治下的埃及征服蘇丹。1881年，馬赫迪起義爆發，反抗埃及和英國的統治。1899年，英國和埃及簽署《英埃共管蘇丹協定》，蘇丹進入英埃共管時期。1956年1月1日，蘇丹正式獨立，成立共和國。
獨立後，蘇丹長期面臨南北分裂問題。1983年，加法爾·尼邁里政府推行伊斯蘭化政策，引發第二次蘇丹內戰。2003年，達爾富爾衝突爆發，奧馬爾·巴希爾政府被指控實施達爾富爾種族滅絕。2011年，南蘇丹通過公投獨立，蘇丹失去大量石油資源。2019年，蘇丹政變推翻巴希爾政權，但過渡政府與軍方矛盾加劇，最終在2023年爆發全面內戰，蘇丹武裝部隊（SAF）與快速支援部隊（RSF）持續交戰，導致嚴重人道主義危機。
蘇丹經濟以農業為主，主要出口阿拉伯膠、棉花和芝麻。由於長期衝突和國際制裁，該國經濟嚴重衰退，被列為最不發達國家之一，2024年人類發展指數排名第170位。伊斯蘭教曾是蘇丹的國教，但2020年過渡政府宣布實行世俗主義政策。蘇丹為聯合國、阿拉伯國家聯盟、非洲聯盟和伊斯蘭合作組織成員國。

## 歷史

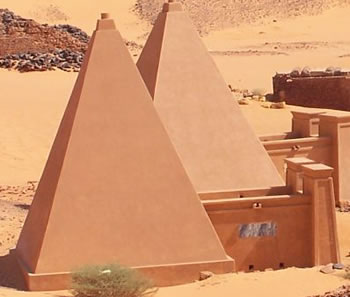
麥羅埃金字塔

苏丹古称努比亚，在古埃及語裏為黃金的意思，这一地区在公元前2000年就建立国家。埃及的入侵给当地造成极大的破坏。
公元前8世纪，苏丹人爆发规模宏大的反抗运动，赶跑埃及人，建立庫施王国。
公元前751年，库施王国統治者皮耶（Piye）從入侵了埃及的柏柏爾人手中攻取了上埃及地區，自稱法老，建立埃及第25王朝，成爲除柏柏爾人王朝和本土埃及人的偏安政權外，第三股角逐於埃及土地的勢力。皮耶崇拜古埃及的阿蒙神，他於在位時修繕了許多因戰亂而損毀的神廟，更復興了古埃及人早已不再修建的金字塔，以作爲自己的陵墓。自他以後，第25王朝及其後續麥羅埃王國的勛貴們，均會將自己的陵墓修建成金字塔樣式。雖然這些金字塔的規模小得多，但只蘇丹境内就有250余座之多，蘇丹也因此是金字塔最多的國家。
皮耶之弟沙巴卡（Shabako）在上位後，又連連征戰，幾乎占據了整個埃及，但因亞述人入侵和古埃及人起義不斷，這個王朝只輝煌了短短80餘年，就於公元前530年左右，迁都麦罗埃（今喀土穆北），退回了努比亞地區，从此又稱为麦罗埃王国。
4世纪，麦罗埃的统治者们发生内讧，削弱了国家的防卫力量，曾一度被强大起来的阿克苏姆帝国所征服。
6世纪中叶，从埃及大规模传入基督教，并成为麦罗埃国家的正式宗教。不久以后，麦罗埃分裂为两个基督教国家：穆库拉和阿尔瓦。前者以东古拉为都，故又称东古拉王国；后者建都索巴，故又稱索巴王國。
639年，阿拉伯人占领埃及，并从阿拉伯半岛带入伊斯兰教。651年，阿拉伯人控制下的埃及开始侵入努比亚。之后，阿拉伯穆斯林从埃及和阿拉伯半岛等地大规模移民至苏丹，并不断向土著黑人施压，伊斯兰教便逐渐在大部分地区占据优势。
13世纪，埃及以武力袭击南方（即蘇丹北部）。1276年東古拉王國滅亡，阿尔瓦王國亦渐趋衰落。
15世纪末，丰吉人在吉齐拉地区游牧。后其领袖奥玛尔·冬卡与北部阿拉伯人首领阿卜杜拉·詹马結盟。
1504年，阿爾瓦滅亡，豐吉人建立丰吉苏丹国，首都森纳尔。
1762年，科尔多凡总督、哈马杰人阿布·利凯立克起兵反叛，废除国王，立国王之子为傀儡。豐吉蘇丹國王权落入哈马杰人大臣手中。
1821年，埃及人使用先进的欧洲武器再次占领努比亚以及其南部的白尼罗河。

### 馬赫迪派統治時期
1873年，埃及赫迪夫邀请戈登出任苏丹赤道省的总督。
1876年，戈登任整个苏丹的总督。他在苏丹的六年间，致力于打击奴隶贸易。1880年，戈登递交辞呈，离开苏丹。在他的继任拉乌夫治下，苏丹的奴隶贸易又恢复过去的规模。
1881年，苏丹宗教领袖穆罕默德·艾哈迈德宣布自己是马赫迪，号召人民进行“圣战”，驱逐外国侵略者，建立“普遍平等，处处公正的美好社会”。

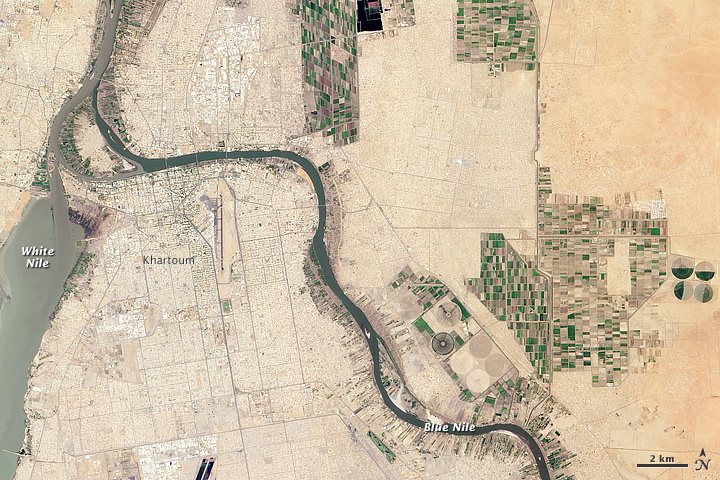
白尼羅河與青尼羅河在喀土穆交匯

1883年11月，反抗军集中4万多优势兵力，一举歼灭英军1万多人。英国重新起用戈登，戈登再次回到苏丹。1884年2月18日，戈登抵达喀土穆。一个月后，马赫迪军队完成对喀土穆的包围。1885年1月26日，反抗军攻陷首都喀土穆，杀死戈登。
1885年6月，马赫迪病逝。阿卜杜拉（约1846—1899）继位，称哈里发（伊斯兰教国家元首），他建立了统一的伊斯兰封建国家──马赫迪王国，首都恩图曼。
1896年6月，英国殖民軍隊再次向苏丹发动进攻。1898年4月，首都喀土穆陷落，英国重新佔領苏丹。阿卜杜拉率残部退守科尔多凡省，直至战死。9月英軍在恩圖曼戰役中獲勝。
1899年1月，英国与埃及签订《英埃关于共管苏丹的协定》，成立英埃共管苏丹，苏丹总督由英国人担任，只在名义上由埃及赫提夫任命。

### 20世紀
1945年底，苏丹民族党成立，主张通过与英国协商获得独立。1948年，苏丹人民抵制殖民当局所组织的立法会议选举。工人不断展开大规模罢工。1950年11月苏丹工会联合会宣告成立。
1951年10月埃及宣布废除1899年英埃共管苏丹协定，苏丹人民示威游行，要求英国撤军和苏丹独立。1954年1月民主统一党在议会选举中获胜，组成苏丹民族政府。
1955年12月苏丹议会上下院通过宣布独立的决议。12月31日议会通过临时宪法。結果導致蘇丹南部發生衝突，第一次蘇丹內戰爆發。
1956年1月1日，苏丹正式宣布独立，成立苏丹共和国。
1969年5月25日，加法尔·尼迈里上校发动军事政变夺取政权，改国名为“苏丹民主共和国”。
1972年，第一次蘇丹內戰結束。
1983年，蘇丹南部再度发生衝突，第二次蘇丹內戰爆發。
1985年4月6日，达哈卜将军发动军事政变推翻尼迈里政权，成立蘇丹过渡军事委员会。1985年12月15日，蘇丹過渡政權将国名改为“苏丹共和国”。
1986年，苏丹举行大选，萨迪克·马赫迪出任总理。
1989年6月30日，奧馬爾·巴希尔领导了一场军事政变，推翻了民选总理艾哈迈德·米尔加尼。巴希尔立即宣布取缔一切政党，控制媒体，解散议会。他本人担任救国革命指挥委员会（一个新成立的拥有立法权和执行权的权力机构）的主席，并同时担任国家元首、政府首脑、武装部队总司令和国防部长。
1993年10月，救国革命指挥委员会解散，巴希尔改任总统，废除总理职务，实行总统制。1996年3月，巴希尔连任总统。

### 21世紀
2000年12月，奧馬爾·巴希尔第三次连任总统。
2003年7月，达尔富尔衝突爆發。
2005年7月，巴希尔第四次连任总统。第二次蘇丹內戰結束。
2010年4月11日，舉辦24年來的第一次全國大選，雖然選舉公正性備受質疑，但被視為轉型為民主社會的第一步，也是南蘇丹獨立的一進程。4月26日，苏丹总统奥马尔·巴希尔在11日至15日举行的苏丹大选中获胜，第五次连任总统。
2011年1月9日举行南苏丹独立公投，98.83%有效票赞成独立。2011年7月9日，南苏丹正式独立，成为一个新的主权国家。原面積約250萬平方公里、曾為非洲面積第一大國的蘇丹，在南蘇丹獨立後，苏丹共和国面積已縮減至188萬餘平方公里，也變成為非洲面積第三大的國家維持至今。
2015年4月16日，巴希爾第六次連任總統。
2018年12月19日，蘇丹爆發持續大規模示威，要求巴希爾下台。
2019年4月11日，蘇丹发生政變，副總統兼國防部長艾哈迈德·阿瓦德·伊本·奥夫逮捕总统巴希爾，巴希尔随后请辞，艾哈迈德·阿瓦德·伊本·奥夫同时宣布解散政府、暫停憲法，由過渡軍事委員會掌權進行兩年過渡期，艾哈迈德·阿瓦德·伊本·奥夫同时出任過渡軍事委員會主席一職。由於示威活動仍未止，艾哈迈德·阿瓦德·伊本·奥夫於翌日辭職，由督察長阿卜杜勒·法塔赫·阿卜杜勒拉赫曼·布尔汉中將繼任过渡军事委员会主席。6月3日，過渡軍事委員會鎮壓要求軍政府讓出權力的示威群眾，導致至少120人死亡。2019年7月之後，阿卜杜勒·法塔赫·阿卜杜勒拉赫曼·布尔汉中將繼任聯合主權委员会主席。在2019年苏丹军事政变接管之后，全国大会党于2019年4月11日解散。
2020年，美国鉴于苏丹和以色列关系正常化，且巴希尔军事独裁政权倒台，美国决定于10月23日将苏丹从“支持恐怖主义的国家”黑名单除名，2021年12月14日，苏丹正式从支持恐怖主义的国家黑名单除名。
2021年10月25日，苏丹军方發動軍事政變，主权委员会被解散，至少有五名苏丹政府高级官员被拘留，包括苏丹总理阿卜杜拉·哈姆多克。
2023年4月15日，苏丹武装部队和快速支援部隊在蘇丹多地爆發武裝衝突。

## 政治
苏丹的政治体制为总统制、联邦制的共和国，从1989年6月30日到2019年4月11日，由奥马尔·巴希尔长期担任苏丹总统。巴希尔与他所属的全国大会党在1989年6月30日发动军事政变，推翻原有政府，并担任苏丹总统直至2019年4月11日军事政变为止。除了总统之外，苏丹还有两位副总统，称为第一副总统及第二副总统。
2016年12月开始，苏丹政府重新设立了自1989年取消的总理职务，政治体制开始转变为半总统制。2017年3月，巴克里·哈桑·薩利赫出任总理。
2019年苏丹政变之后，副總統兼國防部長艾哈迈德·阿瓦德·伊本·奥夫宣布解散政府、暫停憲法，由軍事委員會掌權進行兩年過渡期，同時艾哈迈德·阿瓦德·伊本·奥夫出任過渡軍事委員會主席一職。由於示威活動仍未止，艾哈迈德·阿瓦德·伊本·奥夫於翌日辭職，由督察長阿卜杜勒·法塔赫·阿卜杜勒拉赫曼·布尔汉中將繼任过渡军事委员会主席。
自2019年8月20日起，过渡军事委员会改组为主权委员会，主权委员会成员成为集体国家元首。
苏丹采取三权分立的政体原则，苏丹共和国的最高法院称之为特别革命法庭，特别革命法庭庭长为司法首长。

### 达尔富尔地区权力机构（2007年—2016年）
达尔富尔地区权力机构是北苏丹达尔富尔地区的一个政治实体。根据2006年达尔富尔和平协议，2007年4月成立了达尔富尔地区过渡时期权力机构。当前的权力机构是根据2011年7月14日签署的新的达尔富尔和平协议（包括权力机构将同时拥有行政职能和立法职能的规定）改组的。改组进程开始于2011年9月20日铁贾尼·塞塞被任命为新的权力机构主席时，完成于2012年2月8日权力机构拥有完备的组织架构时。权力机构的总部位于北达尔富尔州的法希尔。在2016年4月举行达尔富尔地位全民投票后，达尔富尔地区权力机构于2016年7月解散。其资产已移交给苏丹总统办公室，作为《达尔富尔和平协议》一部分设立的委员会现在直接向总统报告。

### 非洲聯盟
2019年至今因政變和反政府示威被暫停會籍。

## 地理

北部省份
達爾富爾
東部地區
阿卜耶伊地區
南科爾多凡省和青尼羅省

蘇丹是非洲僅次於阿爾及利亞和剛果民主共和國的第三大國，在2011年南蘇丹獨立前，蘇丹是非洲面積最大的國家。鄰國有南蘇丹、埃及、利比亞、乍得、中非共和國、衣索比亞和厄利垂亞。
中部是苏丹盆地，尼罗河河谷贯穿，青尼罗河、白尼罗河汇合处一带土质最为肥沃，西部和东部是高原，苏丹终年炎热，主要属热带莽原和沙漠气候，年降水量自北向南由20多毫米递增至1,000毫米以上，北半部多沙漠，南半部多草原、森林和沼泽；矿藏有铁、锰、铜、金、石油、云母等。
另外，蘇丹與埃及在东部沿红海部分的國界上有划分爭議。
自1898年到1956年，蘇丹係由英國治理，名義上則為英埃蘇丹。阿拉伯語蘇丹一詞的含義為黑人的土地，西由大西洋岸，東到衣索比亞高原，泛稱為蘇丹區。苏丹區為阿拉伯人，約占其全國人口的90%，蘇丹擁有188萬平方公里的面積，為非洲第三大國，境內大致可以分為南北两個地理區。

### 北部蘇丹
本區約占蘇丹共和国面積的二分之一，年雨量只有50~100公厘，絕大部分均是沙漠，尼羅河以西為利比亞沙漠的延長，地表多為沙礫平原，間有奴比安砂岩構成的山嶺，亦飽受切割風蝕；尼羅河以東稱努比亞沙漠(Nubian desert)，綠洲稀少，只有臨近紅海的山地，才稍多水草，僅可供阿拉伯人游牧為生，而不能在一地定居。只有沿尼羅河岸才有定居的農村及農業，這條綠帶較下游的埃及更為窄狹，其寬度由數公尺至三、四公里不等，且常呈中斷，不相連續。綠帶寬處可有村莊，如仙迪(Shendi)、柏伯(Berber)、栋古拉(Dongola)及瓦迪哈勒法(Wadi Halfa)等，於亞斯文高壩完工積水時，哈爾法將被淹沒，永沉水底，埃及已賠款三千四百萬美元，以補償蘇丹的損失。

### 南部蘇丹
本區在南蘇丹獨立之前，原稱為中部蘇丹。本區介在北纬10度至16度之间，氣候條件較好，雨量較多，有中南部多雨地(Central Rainland)之稱。本區極西為达尔富尔高原，海拔約700至1,000公尺，岩層古老。其上又有火山熔岩堆積，以玄武岩為主，火山主峰為馬拉山，海拔3,350公尺。由於地勢崇高，雨量极多，可有750毫米。高地上林木及灌木叢均多，並有短促的間歇性河發育；因之達爾富尔高原區有若干村莊，並种有小米、花生、玉米、芝麻等，亦可生產少量的芒果、柑橘及香蕉。

### 達爾富爾
達爾富爾地區或译作達佛（阿拉伯語：دار فور，意即「富爾人的家」），位於非洲國家蘇丹的西部區域，與中非共和國、利比亞、查德和南蘇丹邊境接壤。地理上，又被稱為西部蘇丹。在行政區劃上，該區被分為5個省，分別為南達佛、東達佛、中達佛、西達佛、北達佛，綜復雜的民族和種族矛盾導致這一地區的暴力衝突持續不斷。
達爾富尔高原東北及喀土穆正西地區，唯一個半乾燥草原，年雨量只有100-200毫米，主降於夏季，人民以定區放牧為主，亦採集阿拉伯膠，作為副業。
達爾富尔高原東南，尼羅河岸以西之區，為一波狀起伏沙地，南部雨多故林木亦多，北部則多灌木及草類，蘇丹人稱此區為科茲(Qoz)，本區冬季平均有六個月的乾季，完全無雨，當地為克服此種困難，特利用地形，多建水塘，於雨季時貯水，乾季時利用，故現已可種植棉花。
白尼羅河以東地區稱為粘土平原(Clay plain)，本區兩側有白、藍尼羅河兩條河谷，形類一個長半島，水源較充足，綠地稍多，故農田農莊分布亦密，埃及品種的長纖維棉花在本區栽種，為量頗多，次為芝麻、玉米及小米等。蘇丹政府有計劃的在本區推行三年輪灌輪種制，以15非丹（約15.5畝）為單位，第一年五非丹種棉花，5非丹休耕，另5非丹種小米及飼料豆類，三年為一循環。

## 行政区划
苏丹为联邦制国家，全国行政区划分为18个联邦州。

### 主要城镇
苏丹人口最多的10个城市如下：
| 人口最多的十大城市 (2015) | 百万人 |        |          |            |
| ------------------------- | ------ | ------ | -------- | ---------- |
| 恩图曼                    | 1.8    |        |          |            |
| 喀土穆                    | 1.4    |        |          |            |
| 北喀土穆                  | 1.1    |        |          |            |
| 尼亚拉                    | 0.49   | 恩图曼 | 喀土穆   | 尼亚拉     |
| 苏丹港                    | 0.39   |        |          |            |
| 欧拜伊德                  | 0.34   |        |          |            |
| 卡萨拉                    | 0.29   |        |          |            |
| 瓦德迈达尼                | 0.28   |        |          |            |
| 加达里夫                  | 0.26   |        |          |            |
| 法希爾                    | 0.21   | 苏丹港 | 欧拜伊德 | 瓦德迈达尼 |

### 领土争议
- 哈拉伊卜三角区是苏丹和埃及之间有争议的地区。目前由埃及管理。
- 阿卜耶伊地区是苏丹和南苏丹之间有争议的地区。目前处于苏丹统治之下。
- 拉多姆國家公園所在的卡菲亚·金妮（Kafia Kingi）在1956年1月1日苏丹独立时归入今南苏丹境内。

## 經濟
蘇丹的經濟以農牧為基礎，國內最重要的農業區為白、藍尼羅河相夾之「半島」(Gezira)區以迄喀土穆。全國半數以上的人口及80%的耕地，均在本區。牧業以南部的牛群為重。蘇丹人自阿拉伯膠灌木上收集阿拉伯膠。每年經由蘇丹港出口貨物，占全球阿拉伯樹膠產量的四分之三。
紅海沿岸有小量的金礦、錳砂及鐵砂生產，西部馬拉山區的銅礦。
蘇丹的現代工業有棉紡織、麵粉、製糖、菸草、鞣革、屠宰、榨油以及其他日用品工廠，主要是本國農牧產品的加工業，及人民日用品工業，重工業的建設較少。

## 社会

### 交通

#### 鐵路
蘇丹的鐵路網始於19世紀末，第一條鐵路由英國人建於1870年代，由瓦迪哈勒法逆尼羅河而上，後來在1905年被廢棄；為了平定馬赫迪起事，在1890年代英國人又在瓦迪哈勒法修建了另一條鐵路，擊敗馬赫迪後，該鐵路延伸至喀土穆；1904年至1906年間，英國人在阿特巴拉與紅海邊的蘇丹港之間修建了一條鐵路，同時，一條由喀土穆至森納爾的鐵路建成，1911年，鐵路由森納爾延伸至歐拜伊德；自1960年代初蘇丹獨立後建成延伸至瓦烏的鐵路後，蘇丹再也沒有修建新的鐵路。
蘇丹鐵路的南北向幹線，北起瓦迪哈勒法經阿特巴拉（Atbara）、喀土木，現延築至衣索比亞、蘇丹邊境的洛塞里（El Roseires），中部以塞奈爾 （Seanar）水壩為中心，向西伸至達爾福高原及蘇丹西南的羚羊山區（Bahr el Ghazal）向東北展築至蘇丹港。
蘇丹的鐵路準點很低，最多只有2%的貨運列車能夠準點，而且鐵路貨運量不斷下降，由1970年代初的300萬噸，降至1970年代初末的200萬噸，至1980年代，更降至140萬噸。

#### 海運
境內有蘇丹港，是為天然良港。且蘇丹東部瀕臨紅海與亞丁灣，故海運較便利。

#### 公路
大多皆為天候道路，僅首都喀土穆为柏油路。

#### 空運
喀土穆國際機場為該國最大的機場，聯繫鄰國與歐洲國家。

#### 獸力
畜力為該國主要交通，以駱駝、馬與驢子為主。

### 教育

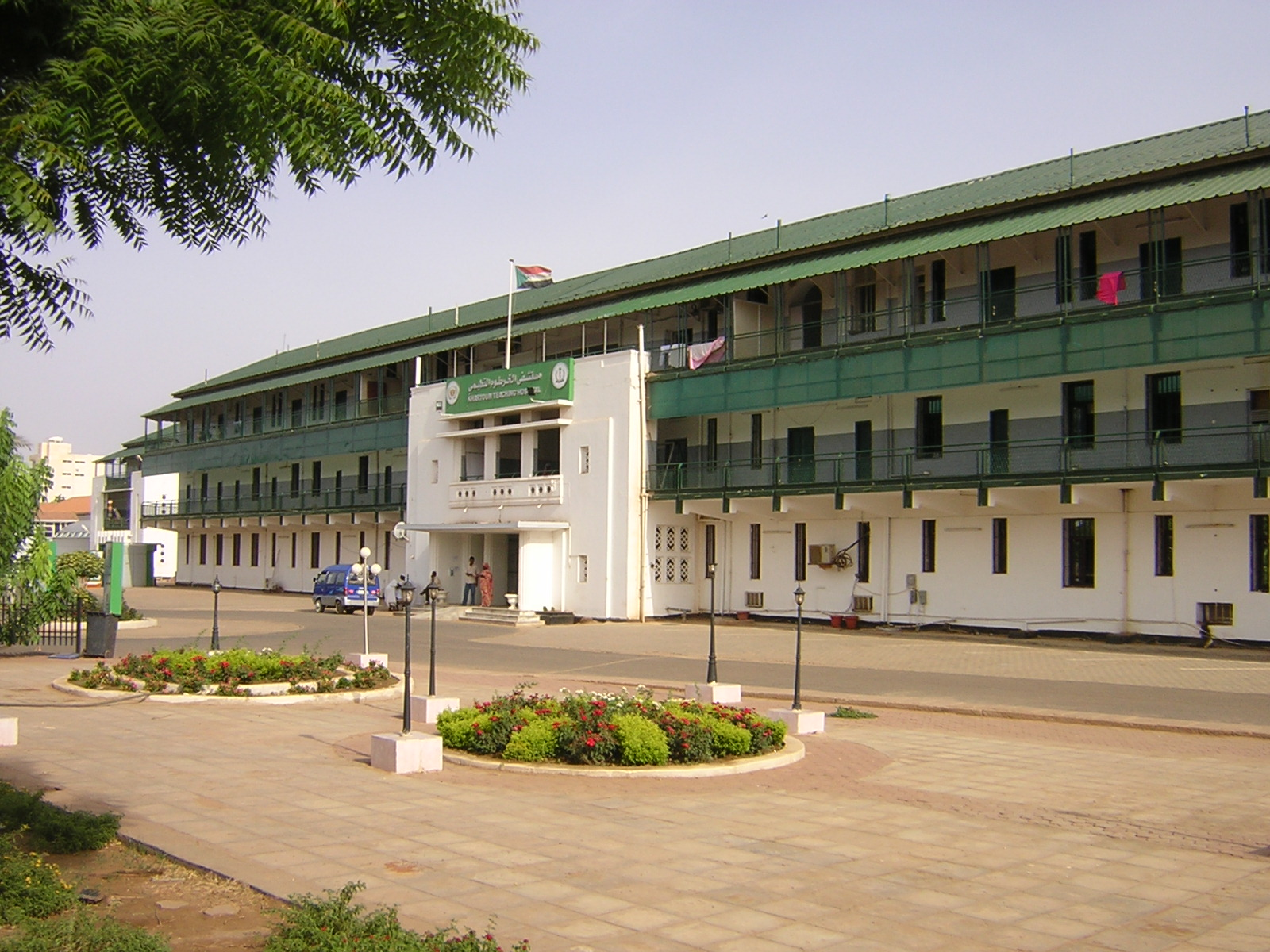
蘇丹教學醫院

1988年6月，苏丹共和国教育部决定取消中等和高等教育免費的規定，小學仍為免費教育。各地區教育發展很不平衡，北方教育發展較快。全國人口的64%為文盲，25%的學齡兒童不能入學。2003年全國有中、小學校13,559所，綜合大學5所，專科院校11所，在校學生約497萬人，其中大學生約24萬人，教師約13萬人。
喀土穆大學建於1902年，是蘇丹最早建立的高等學校。恩圖曼伊斯蘭大學建於1912年。

### 民俗

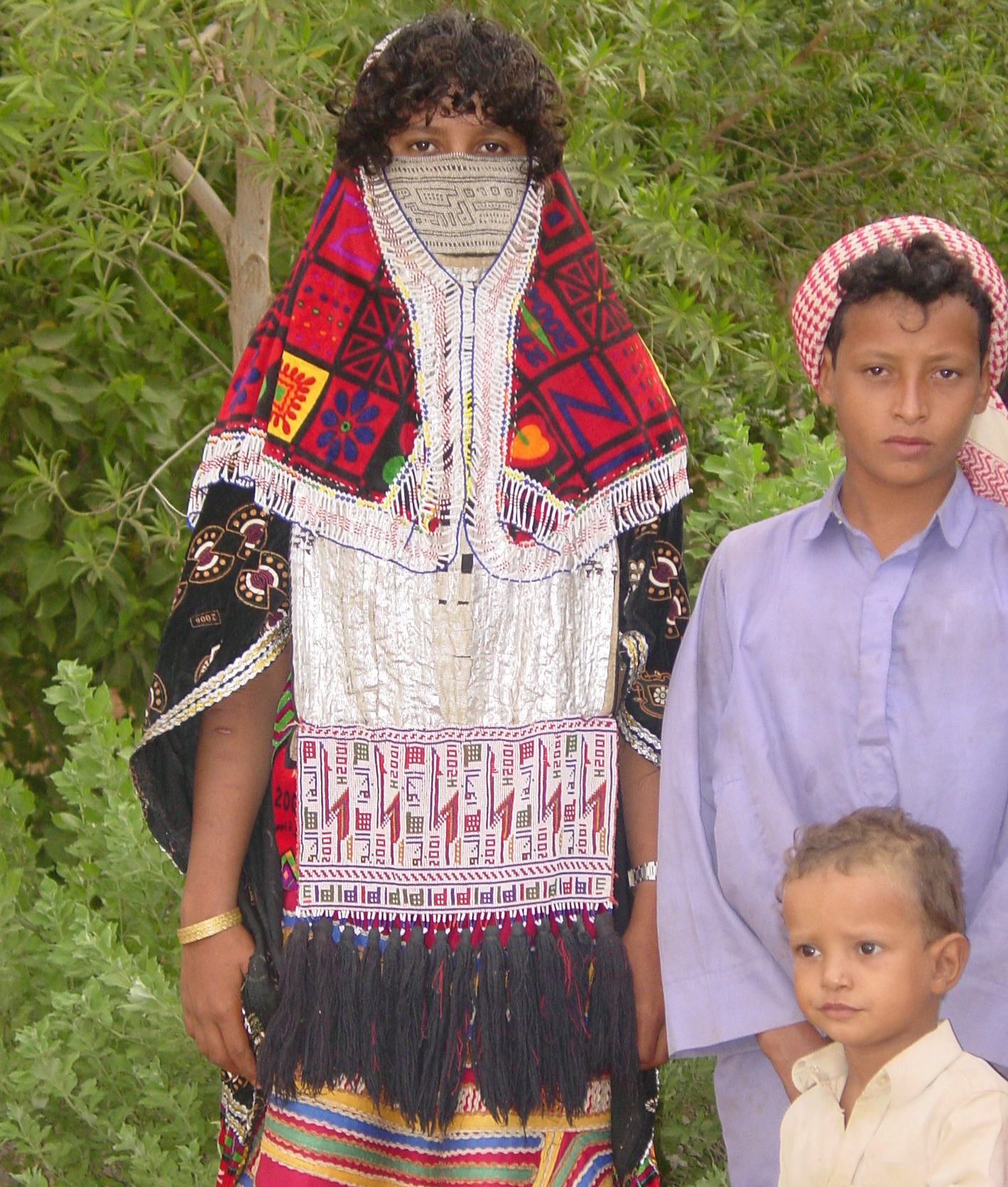
苏丹的非裔阿拉伯人

盛行紋面，男性在4、5歲，女性在10歲左右就要紋面，作为区别教派和部族的标志，有的在面上劃出三條平行的豎道（棟古拉人），有的劃出三條平行的橫道，也有三豎一橫的，有的部落則紋在前額上。有手抓饭吃食的习惯，妇女不戴面纱。

## 外交
2020年10月23日，美国总统唐纳德·特朗普宣布蘇丹同意與以色列實現關係正常化，在此之前苏丹因为巴勒斯坦问题一直拒绝承认以色列的主权。然而截至2021年10月，苏丹和以色列仍然没有建立正式的外交关系。
2025年5月6日，苏丹宣布阿联酋为敌对国家，断绝与阿联酋的外交关系，并关闭阿联酋当地的苏丹使领馆。